# Прилежаєв Микола Олександрович
Мико́ла Олекса́ндрович Прилежа́єв (* 27 вересня 1877 (в різних джерелах вказуються 1872 та 1873 роки), Копосово, Нижньогородська губернія (в інших джерелах Нижній Новгород) — 26 травня 1944, Москва) — український та російський хімік-органік радянських часів, 1933 — член-кореспондент АН СРСР, 1940 — академік АН БРСР.

## Біографія
Походить з священицької родини. 1895 року закінчив Нижньогородську духовну семінарію.
Любов до хімії йому привинув дядько — Фаворський Олексій Євграфович. 1900 року закінчив навчання у Варшавському університеті — фізико-математичний факультет. Того ж року прийнятий на посаду молодшого асистента при кафедрі органічної хімії в Варшавському політехнічному інституті, 1908 року — старший асистент.
1909 року запропонував «реакцію Прилежаєва» — методика одержання альфа-оксидів олефінів.
Довів, що алкільні замісники при подвійному зв'язку у олефінів сприяють реакції, тоді як споріднені подвійні зв'язки її сповільнюють. Практично вказав, що ацетиденові зв'язки вступають в цю реакцію з меншою швидкістю, що надає можливість отримання оксидів із збереженими потрійними зв'язками.
1912 року при Петербурзькому університеті захистив магістерську дисертацію, приступав до праці як професор Варшавського університету. Того ж року отримав премію ім. О. М. Бутлерова за роботу про дію органічних гіпероксидів на деякі сполуки.
1912 року у Варшаві опубліковано його працю «Органічні перекиси та застосування їх для окислення ненасичених сполук».
Протягом 1915–1923 років — професор Київського політехнічного інституту.
З 1924 року працює професором в Білоруському університеті.
У 1928 році був організатором та учасником П'ятого Менделєєвського з'їзду.
В деяких джерелах наводиться інформація, що в 1930-х роках був арештований.
1933 року — член-кореспондент АН СРСР — рекомендований академіками Фаворським, М.Курнаковим та М. Зелінським.
Після початку нацистсько-радянської війни був перехований білоруськими партизанами, в партизанському загоні перезимував, вивезений літаком до Москви разом з членом-кореспондентом АС СРСР І. А. Ветохіним.
Його праці стосувалися хімії кисневмісних органічних сполук. Написав близько 50 праць, з них 4 монографії.
Похований на московському Вірменському кладовищі.